# Campionato di calcio delle Isole Scilly

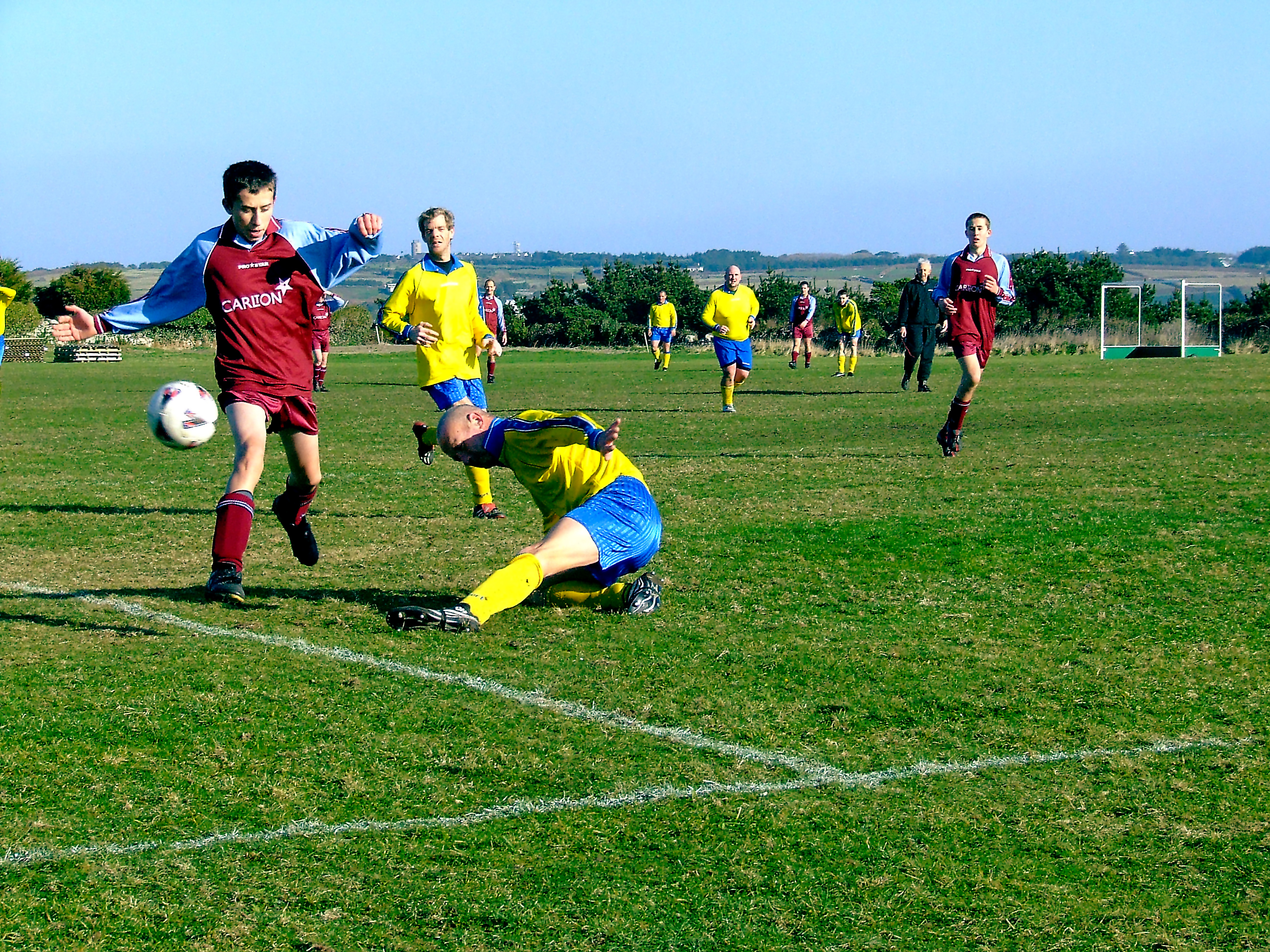
Le due squadre del Lioness Shield impegnate in una partita del campionato 2005-2006.

Il campionato di calcio delle Isole Scilly (in inglese Isles of Scilly Football League), detto anche Lioness Shield, si disputa annualmente nell'arcipelago inglese delle Isole Scilly. La competizione, inaugurata negli anni 1920, è la più piccola del mondo del suo genere in quanto vi prendono parte due sole squadre: i Woolpack Wanderers e i Garrison Gunners. 

## Storia
Il campionato di calcio delle isole Scilly risale agli anni venti del Novecento, quando si inaugurò la Lyonnesse Inter-Island Cup, alla quale prendevano parte le federazioni delle isole St Mary's, Tresco, St Martin's, Bryher e St Agnes. Negli anni cinquanta sopravvissero solamente i club dei Rangers e i Rovers, che cambiarono nome in Garrison Gunners e Woolpack Wanderers nel 1984. Tra i fattori che hanno reso impossibile aprire il campionato ad altre squadre vi è il maltempo che spesso si abbatte sull'arcipelago. La competizione tenutasi tra il 2019 e l'anno seguente è stata annullata a causa della pandemia di COVID-19.

## Competizioni
Il campionato delle Isole Scilly si disputa ogni anno nello stadio Garrison Field, sull'isola di St. Mary's, la più grande dell'arcipelago. Le due uniche squadre che vi partecipano, i Woolpack Wanderers e i Garrison Gunners, si sfidano dalle 17 alle 19 volte per quattro mesi a partire da novembre la domenica alle 10:30.
Non esiste un vero e proprio calciomercato. Le due squadre sono formate, all'inizio di ogni stagione, dai capitani delle due compagini, i quali scelgono i calciatori in base alle loro preferenze con una formula simile a quella della draft-lottery in National Basketball Association (NBA).
Oltre alle partite di campionato, le due squadre disputano anche la coppa nazionale, Wholesalers Cup, e la coppa di lega, Foredeck Cup. Prima dell'inizio della stagione si gioca, come nelle federazioni maggiori, un Charity Shield (supercoppa di lega). Ogni anno, un gruppo di 11 giocatori del torneo viene selezionato per contendere a una squadra della Cornovaglia un altro trofeo, la Lyonesse Cup, che, con le sue dimensioni di soli 6 millimetri, è il più piccolo del mondo.
La lega delle Scilly è collegata alla Football Association (FA), la federazione calcistica inglese.

## Nella cultura di massa
Nel 2008 la Adidas scelse il campionato delle isole Scilly per lanciare una campagna pubblicitaria, nota con il nome di Dream Big, invitando i calciatori David Beckham, Steven Gerrard e Patrick Vieira a giocare allo stadio Garrison Field con alcuni ragazzi della zona.

## Albo d'oro[8]
- 1920-1991: sconosciuto
- 1991-1992: Woolpack Wanderers
- 1992-1993: sconosciuto
- 1993-1994: sconosciuto
- 1994-1995: Garrison Gunners
- 1995-1996: sconosciuto
- 1996-1997: sconosciuto
- 1997-1998: sconosciuto
- 1998-1999: sconosciuto
- 1999-2000: Garrison Gunners
- 2000-2001: sconosciuto
- 2001-2002: sconosciuto
- 2002-2003: sconosciuto
- 2003-2004: Garrison Gunners
- 2004-2005: Garrison Gunners
- 2005-2006: Woolpack Wanderers
- 2006-2007: Woolpack Wanderers
- 2007-2008: Garrison Gunners
- 2008-2009: Garrison Gunners
- 2009-2010: Woolpack Wanderers
- 2010-2011: Woolpack Wanderers
- 2011-2012: Garrison Gunners
- 2012-2013: Woolpack Wanderers
- 2013-2014: Garrison Gunners
- 2014-2015: Garrison Gunners
- 2015-2016: Garrison Gunners
- 2015-2017: Garrison Gunners
- 2017-2018: Garrison Gunners
- 2018-2019: Garrison Gunners
- 2019-2020: annullato
- 2020-2021: Woolpack Wanderers
- 2021-2022: Woolpack Wanderers
- 2022-2023: Woolpack Wanderers
- 2023-2024: Woolpack Wanderers
- 2024-2025: Woolpack Wanderers